# Crawfordville (Georgia)
Crawfordville város az USA Georgia államában. Lakosainak száma 479 fő (2020. április 1.).

## Népesség
A település népességének változása:
| Lakosok száma | 572  | 534  | 479  |
|               | 2000 | 2010 | 2020 |